# Metrolijn 3 (Boekarest)
Metrolijn 3 is de derde metrolijn van Boekarest. De M3 heeft 15 stations en een lengte van 22,2 km. Op kaarten wordt de lijn tegenwoordig aangeduid met de kleur rood. Origineel was lijn 3 aangeduid met gele signalisatie. Het lijnnummer 3 werd oorspronkelijk gebruikt voor het in 1989 geopende traject Gara de Nord - Dristor, een deel van de ringlijn. Dit was echter geen zelfstandige lijn, de treinen van de M1, komend van Crângași, reden na Gara de Nord door onder een ander lijnnummer. Later kreeg de gehele route Republica - Dristor de gele lijnkleur, wat de feitelijke dienstuitvoering van de lijn beter weerspiegelde. Van 2004 tot 2009 bediende de M3 als een shuttle enkel de tak van Eroilor naar Preciziei (station vroeger gekend als Industriilor), die in 1983 werd geopend. De ringlijn viel in die periode volledig onder de M1.
Sinds 4 juli 2009 heeft metrolijn 3 terug een volledig traject, en is naast de westelijke tak van Preciziei tot Eroilor ook een gemeenschappelijk traject met lijn 1 tussen Eroilor en Nicolae Grigorescu en een op 20 november 2008 geopende oostelijke tak tussen Nicolae Grigorescu en Anghel Saligny onderdeel van het traject.
Er wordt gewerkt aan lijn 5 van het zuidwesten (Drumul Taberei) naar het oosten (Pantelimon) via Eroilor, Universității en Iancului. Deze lijn zal het verkeer op metrolijn 3 verminderen. Het westelijk deel van lijn 5 werd op 15 september 2020 in gebruik genomen. Het centrale deel, dat lijn 3 zal ontlasten is nog in aanleg.

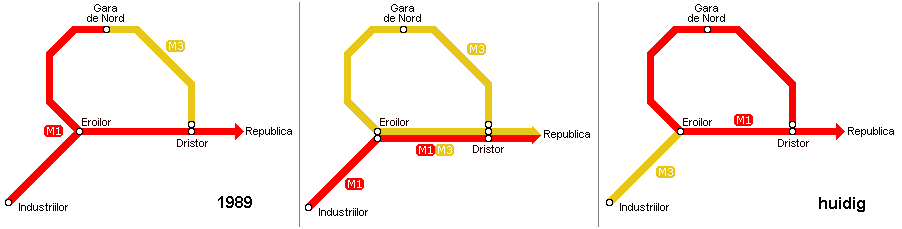
De verschillende historische routes van M3 (huidig op rechtse schets is 2008)

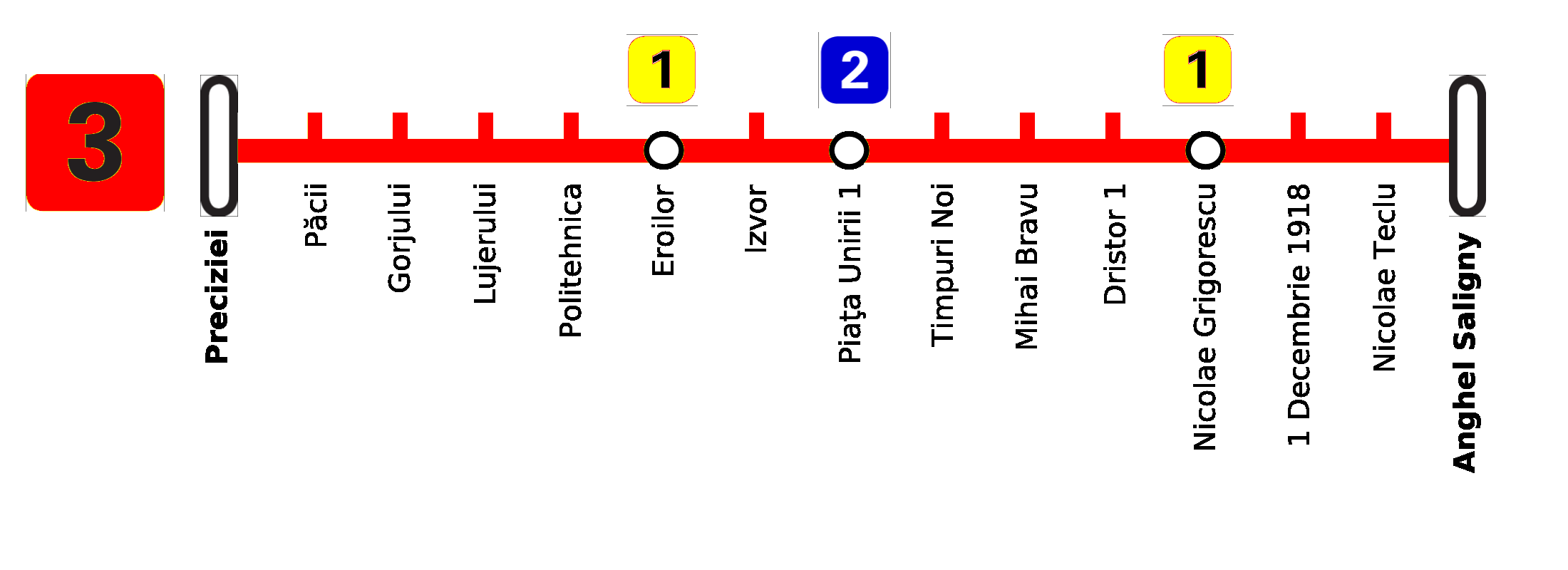
Traject van lijn 3 sinds 2009